# Шаталин, Григорий Иванович
Григорий Иванович Шаталин (21 октября 1911, с. Летяжевка, Саратовская губерния — 27 февраля 1983, Москва)— советский партийный и государственный деятель, первый секретарь Сахалинского обкома ВКП(б) (1939—1940), председатель Кировского промышленного облисполкома (1962—1964).

## Биография
Член ВКП(б) с 1932 г. В 1936 г. окончил 3-й курс Донецкого горного института, в 1939 г. — Высшую школу партийных организаторов при ЦК ВКП(б) (слушатель), в 1955 г. — Высшую партийную школу при ЦК ВКП(б)-КПСС (слушатель).
- 1934—1935 гг. — директор горнопромышленного учебного заведения шахт № 30 и 17 треста «Сталиноуголь» (Сталино),
- 1935—1938 гг. — старший методист, заместитель начальника Отдела кадров треста «Сталиноуголь» (Сталино),
- 1938 г. — первый секретарь Амвросиевского районного комитета КП(б) Украины (Сталинская область),
- 1939—1940 гг. — первый секретарь Сахалинского областного комитета ВКП(б),
- 1940—1941 гг. — первый заместитель заведующего Отделом кадров Хабаровского краевого комитета ВКП(б),
- 1941—1947 гг. — секретарь Хабаровского краевого комитета ВКП(б) по топливно-энергетической промышленности, первый секретарь Комсомольского-на-Амуре городского комитета ВКП(б),
- 1947—1949 гг. — третий секретарь Хабаровского краевого комитета ВКП(б),
- 1949—1952 гг. — второй секретарь Хабаровского краевого комитета ВКП(б),
- 1955—1963 гг. — второй секретарь Кировского областного комитета КПСС,
- 1962—1964 гг. — председатель исполнительного комитета Кировского промышленного областного Совета,
- 1964—1966 гг. — заместитель председателя исполнительного комитета Кировского областного Совета

С 1966 г. — в Министерстве рыбного хозяйства РСФСР.
Избирался депутатом Верховного Совета РСФСР 5-го созыва.

## Награды и звания
Награжден орденами Отечественной Войны I-й степени, Трудового Красного Знамени, Красной Звезды и «Знак Почёта».